# Bryan Cristante
Bryan Cristante (San Vito al Tagliamento, 3 maart 1995) is een Italiaans voetballer die meestal als middenvelder speelt. Hij verruilde Atalanta Bergamo in juli 2019 voor AS Roma, dat hem in het voorgaande jaar al huurde. Cristante debuteerde in 2017 in het Italiaans voetbalelftal.

## Clubcarrière

### AC Milan
Cristante groeide op in Casarsa della Delizia, waar hij begon met voetballen. Daarna trok hij naar Liventina Gorghense. Hij werd in 2009 ontdekt door scouts van AC Milan. Cristante debuteerde op 6 december 2011 onder coach Massimiliano Allegri in de hoofdmacht van de Milanese club, in een Champions League-wedstrijd tegen Viktoria Pilsen. Hij viel die wedstrijd in voor Robinho. Hij was toen 16 jaar en 278 dagen oud. Cristante moest na zijn profdebuut wachten tot 10 november 2013 voor hij weer aan bod kwam in de hoofdmacht van AC Milan. Allegri gunde hem die dag zijn debuut in de Serie A, als invaller voor Kaká uit tegen Chievo Verona (0–0). Zijn eerste basisplaats volgde op 6 januari 2014. Hij maakte die dag ook zijn eerste doelpunt in de hoofdmacht. Hij zette Milan toen op 3–0 in een met diezelfde cijfers gewonnen competitiewedstrijd thuis tegen Atalanta Bergamo.

### Benfica
Na drie competitiewedstrijden, een beker- en een Europees duel voor AC Milan, tekende Cristante in september 2014 bij Benfica. Ook hier bleef een doorbraak uit. Hij probeerde het vervolgens op huurbasis bij US Palermo en Pescara, maar een basisplaats bleef buiten bereik. 

### Atalanta Bergamo
Een verblijf van anderhalf jaar op huurbasis bij Atalanta Bergamo vanaf januari 2017 betekende wel de ommekeer. Coach Gian Piero Gasperini liet hem in zijn eerste zes maanden twaalf keer spelen en gebruikte hem in het seizoen 2017/18 als basisspeler. Cristante kwam dat seizoen 36 competitiewedstrijden in actie. Daarin scoorde hij negen keer.

### AS Roma
Atalanta nam Cristante in juli 2018 definitief over van Benfica, maar verhuurde hem meteen aan AS Roma. Ook hiervoor speelde hij dat seizoen bijna alle wedstrijden. Hij tekende in juli 2019 een contract tot medio 2024 bij AS Roma.

## Clubstatistieken
| Seizoen | Club               | Competitie    | Competitie | Competitie | Beker | Beker | Internationaal | Internationaal | Totaal | Totaal |
| Seizoen | Club               | Competitie    | Wed.       | Dlp.       | Wed.  | Dlp.  | Wed.           | Dlp.           | Wed.   | Dlp.   |
| ------- | ------------------ | ------------- | ---------- | ---------- | ----- | ----- | -------------- | -------------- | ------ | ------ |
| 2011/12 | AC Milan           | Serie A       | 0          | 0          | 0     | 0     | 1              | 0              | 1      | 0      |
| 2012/13 | AC Milan           | Serie A       | 0          | 0          | 0     | 0     | 0              | 0              | 0      | 0      |
| 2013/14 | AC Milan           | Serie A       | 3          | 1          | 1     | 0     | 0              | 0              | 4      | 1      |
| 2014/15 | Benfica            | Primeira Liga | 5          | 0          | 7     | 1     | 3              | 0              | 15     | 1      |
| 2015/16 | Benfica            | Primeira Liga | 2          | 0          | 1     | 0     | 2              | 0              | 5      | 0      |
| 2015/16 | → Palermo          | Serie A       | 4          | 0          | 0     | 0     | —              | —              | 17     | 0      |
| 2016/17 | → Pescara          | Serie A       | 16         | 0          | 2     | 0     | —              | —              | 18     | 0      |
| 2016/17 | → Atalanta Bergamo | Serie A       | 12         | 3          | 0     | 0     | —              | —              | 12     | 3      |
| 2017/18 | → Atalanta Bergamo | Serie A       | 36         | 9          | 3     | 0     | 8              | 3              | 47     | 12     |
| 2018/19 | → AS Roma          | Serie A       | 35         | 4          | 2     | 0     | 7              | 0              | 44     | 4      |
| 2019/20 | AS Roma            | Serie A       | 26         | 1          | 2     | 0     | 5              | 0              | 33     | 1      |
| 2020/21 | AS Roma            | Serie A       | 34         | 1          | 1     | 0     | 13             | 1              | 48     | 2      |
| 2021/22 | AS Roma            | Serie A       | 34         | 2          | 2     | 0     | 14             | 1              | 50     | 3      |
| 2022/23 | AS Roma            | Serie A       | 36         | 1          | 2     | 0     | 15             | 0              | 53     | 1      |
| 2023/24 | AS Roma            | Serie A       | 37         | 3          | 2     | 0     | 13             | 1              | 52     | 4      |
| 2024/25 | AS Roma            | Serie A       | 23         | 2          | 0     | 0     | 8              | 0              | 31     | 2      |
| Totaal  | Totaal             | Totaal        | 303        | 27         | 25    | 1     | 89             | 6              | 417    | 34     |

Bijgewerkt tot en met 9 april 2025.

## Interlandcarrière
Cristante kwam uit voor diverse Italiaanse nationale jeugdelftallen. Hij kwam elfmaal uit voor Italië –17. Voor Italië –18 maakte hij twee doelpunten in vier wedstrijden. Hij was aanvoerder van Italië –19.
Cristante debuteerde op 6 oktober 2017 in het Italiaans voetbalelftal, in een kwalificatiewedstrijd voor het WK 2018 thuis tegen Macedonië (1–1). Bondscoach Giampiero Ventura liet hem die dag in de 75e minuut invallen voor Roberto Gagliardini. Bondscoach Roberto Mancini gunde hem op 4 juni 2018 zijn eerste basisplaats, in een oefeninterland thuis tegen Nederland (1–1). Mancini werd op 6 juni 2024 door bondscoach Luciano Spalletti opgenomen in de Italiaanse selectie voor het EK 2024 in Duitsland. Italië eindigde als tweede in een groep met Albanië, Spanje en Kroatië, waarna het in de achtste finales werd uitgeschakeld met een 2–0 nederlaag tegen Zwitserland. Cristante kwam enkel tegen Kroatië niet in actie.

## Erelijst
| Competitie                    |            |                  |            |            |
| Competitie                    | Aantal     | Jaren            |            |            |
| SL Benfica                    | SL Benfica | SL Benfica       | SL Benfica | SL Benfica |
| ----------------------------- | ---------- | ---------------- | ---------- | ---------- |
| Kampioen Primeira Liga        | 2×         | 2014/15, 2015/16 |            |            |
| Taça da Liga                  | 2×         | 2014/15, 2015/16 |            |            |
| AS Roma                       |            |                  |            |            |
| UEFA Europa Conference League | 1×         | 2021/22          |            |            |

| Competitie | Winnaar | Winnaar | Runner-up | Runner-up | Derde  | Derde  |
| Competitie | Aantal  | Jaren   | Aantal    | Jaren     | Aantal | Jaren  |
| Italië     | Italië  | Italië  | Italië    | Italië    | Italië | Italië |
| ---------- | ------- | ------- | --------- | --------- | ------ | ------ |
| EK voetbal | 1×      | 2020    |           |           |        |        |

3 Angeliño ·
4 Cristante ·
5 N'Dicka ·
7 Pellegrini  ·
11 Dovbyk ·
12 Abdulhamid ·
14 Sjomoerodov ·
15 Hummels ·
16 Paredes ·
17 Koné ·
18 Soulé ·
19 Çelik ·
21 Dybala ·
22 Hermoso ·
23 Mancini ·
25 Nelsson ·
26 Dahl ·
28 Le Fée ·
35 Baldanzi ·
56 Saelemaekers ·
59 Zalewski ·
61 Pisilli ·
66 Sangaré ·
89 Marin ·
92 El Shaarawy ·
98 Ryan ·
99 Svilar ·
Coach: Jurić
1 Sirigu ·
2 Di Lorenzo ·
3 Chiellini  ·
4 Spinazzola ·
5 Locatelli ·
6 Verratti ·
7 Castrovilli ·
8 Jorginho ·
9 Belotti ·
10 Insigne ·
11 Berardi ·
12 Pessina ·
13 Emerson ·
14 Chiesa ·
15 Acerbi ·
16 Cristante ·
17 Immobile ·
18 Barella ·
19 Bonucci ·
20 Bernardeschi ·
21 Donnarumma ·
22 Raspadori ·
23 Bastoni ·
24 Florenzi ·
25 Tolói ·
26 Meret ·
Coach: Mancini
1 Donnarumma  ·
2 Di Lorenzo ·
3 Dimarco ·
4 Buongiorno ·
5 Calafiori ·
6 Gatti ·
7 Frattesi ·
8 Jorginho ·
9 Scamacca ·
10 Pellegrini ·
11 Raspadori ·
12 Vicario ·
13 Darmian ·
14 Chiesa ·
15 Bellanova ·
16 Cristante ·
17 Mancini ·
18 Barella ·
19 Retegui ·
20 Zaccagani ·
21 Fagioli ·
22 El Shaarawy ·
23 Bastoni ·
24 Cambiaso ·
25 Folorunsho ·
26 Meret ·
Coach: Spalletti